# Tour d'Espagne 2015
Le Tour d'Espagne 2015 est la 70e édition du Tour d'Espagne, l'un des trois grands tours cyclistes et la 22e épreuve de l'UCI World Tour 2015. Il prend son départ à Puerto Banús le 22 août 2015 et s'achève le 13 septembre à Madrid.

Il est remporté par Fabio Aru qui s'impose devant Joaquim Rodríguez et Rafał Majka.

## Présentation

### Parcours
L'épreuve démarre d'Andalousie. Comme depuis 2010, le Tour s'élance avec un contre-la-montre par équipes, long de 7,4 km entre Puerto Banús et Marbella. Le lendemain, deux côtes de 3e catégorie sont répertoriées : l'Alto de Carratraca à 18 km de l'arrivée et l'Alto de la Mesa. Les coureurs disputent ensuite trois étapes de plaine. La 3e étape contient une courte bosse non-répertoriée à moins de 10 km de l'arrivée à Malaga, tandis que la 4e étape, longue de 203 km, se termine par deux courtes bosses non-répertoriées. La 5e étape est dénuée de toute difficulté. L'étape suivante part de Cordoue pour se terminer au sommet du long Alto de Cazorla. Le lendemain, la première étape de montagne est programmée, dans la Sierra Nevada, avec une arrivée au sommet de l'Alto de Capileira.
Le peloton quitte ensuite l'Andalousie avec une étape arrivant à Murcie, marquée par les deux ascensions de l'Alto de la Cresta del Gallo dans les 40 derniers kilomètres. La 9e étape s'achève au sommet de l'Alto Cumbre del Sol et ses pentes à 18 %. Le lendemain, le sommet d'une montée de 2e catégorie est placé à 23,4 km du but, avant le premier jour de repos.
La 11e étape est la première étape 100 % andorrane de l'histoire de la course. Les coureurs partent d'Andorre-la-Vieille pour enchaîner durant les 138 km de l'étape un total de six cols, dont la Collada de la Gallina et la montée finale vers Cortals d'Encamp, pour un dénivelé positif total de 5,2 km. Les organisateurs ont ensuite prévu deux étapes de plaine, avec les 40 derniers kilomètres sans difficultés, puis une étape comprenant une ascension de 3e catégorie assez longue à 35 km de l'arrivée. Les participants vont ensuite disputer trois étapes de montagne. Le 14e jour de course est la plus longue étape de la course (213 km), enchaînant le Puerto del Escudo, une courte descente, une trentaine de kilomètres sur les plateaux du Pays basque et la montée finale de l'Alto Campoo. Une arrivée au sommet de l'Alto de Sostres est au programme le lendemain, puis une étape riche en ascensions (pas moins de sept répertoriées) et marquée par l'enchaînement de l'Alto del Cordal, l'Alto de la Cobertoria et de l'Alto Ermita de Alba (6,6 km à 11,2 %, des pentes maximales de 25 %), en haut duquel est jugée l'arrivée.
Après la deuxième journée de repos, un contre-la-montre de 39 km autour de Burgos est au programme. Le parcours de la 18e étape est vallonné, avant de franchir le sommet du Puerto de la Quesera à moins de 15 km de la ligne, puis de plonger jusqu'à l'arrivée. Le lendemain, le parcours est composé d'une longue ascension de 2e catégorie à 20 km du but puis quelques secteurs pavés dans le final. La 20e étape, avec ses quatre cols de 1re catégorie en 181 km, est l'ultime juge de paix de ce Tour d'Espagne, conclu comme à l'accoutumée par le très plat circuit madrilène,.
Ces dernières années, le parcours a été souvent décrit comme assez répétitif, cette année l'organisateur a voulu apporter des changements : Javier Guillén explique que « [Unipublic avait] retenu lors des quatre dernières années un grand col le dernier samedi [de la course] et il était question d'introduire de la variété ». Certains points importants de ces dernières années sont malgré tout sur le parcours, avec de nombreuses arrivées au sommet dont plusieurs en début de course, étant donné que « la première semaine préoccupe beaucoup » les organisateurs. Le parcours est ainsi vu comme plus complet que les années précédentes, avec la 11e étape pointée comme l'étape la plus difficile de la course : selon Eusebio Unzué, « il n'y a jamais eu une étape aussi dure dans l'histoire du cyclisme ». Pour Joaquim Rodríguez, le parcours permet « une course où [les coureurs devront] être bien du début à la fin ». Le parcours est également considéré comme « très exigeant », « très ouvert » et « très attractif », avec « des possibilités [données] à beaucoup de coureurs aux profils variés ».

### Équipes
| UCI WorldTeams      | UCI WorldTeams | UCI WorldTeams |
| Nom de l'équipe     | Pays           | Code           |
| ------------------- | -------------- | -------------- |
| AG2R La Mondiale    | France         | ALM            |
| Astana              | Kazakhstan     | AST            |
| BMC Racing          | États-Unis     | BMC            |
| Cannondale-Garmin   | États-Unis     | TCG            |
| Etixx-Quick Step    | Belgique       | EQS            |
| FDJ                 | France         | FDJ            |
| Giant-Alpecin       | Allemagne      | TGA            |
| IAM                 | Suisse         | IAM            |
| Katusha             | Russie         | KAT            |
| Lampre-Merida       | Italie         | LAM            |
| Lotto NL-Jumbo      | Pays-Bas       | TLJ            |
| Lotto-Soudal        | Belgique       | LTS            |
| Movistar            | Espagne        | MOV            |
| Orica-GreenEDGE     | Australie      | OGE            |
| Sky                 | Royaume-Uni    | SKY            |
| Tinkoff-Saxo        | Russie         | TCS            |
| Trek Factory Racing | États-Unis     | TFR            |

| Équipes invitées       | Équipes invitées | Équipes invitées |
| Nom de l'équipe        | Pays             | Code             |
| ---------------------- | ---------------- | ---------------- |
| Caja Rural-Seguros RGA | Espagne          | CJR              |
| Cofidis                | France           | COF              |
| Colombia               | Colombie         | COL              |
| Europcar               | France           | EUC              |
| MTN-Qhubeka            | Afrique du Sud   | MTN              |

### Favoris

#### Favoris pour le classement général
Malgré l'absence du tenant du titre Alberto Contador, ce Tour d'Espagne a un plateau relevé, avec notamment les quatre premiers du dernier Tour de France. Le vainqueur de cette course, Christopher Froome, est présenté comme le favori. Deuxième de la Vuelta en 2011 et 2014, il tente de réaliser le doublé Tour de France-Tour d'Espagne, à ce jour seulement réussi par Jacques Anquetil et Bernard Hinault. Depuis que le Tour d'Espagne a été déplacé du printemps à la fin de l'été en 1995, Carlos Sastre est le seul vainqueur du Tour de France à avoir pris le départ de cette course un mois plus tard, s'il on excepte toutefois Oscar Peirero et Andy Schleck, vainqueurs sur tapis vert mais qui ne le savaient pas au moment de la course espagnole. Christopher Froome est notamment entouré de Sergio Henao, Mikel Nieve, Nicolas Roche (5e en 2013) Geraint Thomas. Ce dernier, bien qu'ayant montré ses qualités de grimpeur sur le Tour de France un mois auparavant, ne fait pas du classement général un objectif, et espère pouvoir gagner une étape en fin de course.
Les principaux adversaires de Froome sont les équipes Movistar et Astana, qualifiées d'« armadas ». La première aligne Nairo Quintana et Alejandro Valverde, deuxième et troisième du dernier Tour de France. Quintana a dû abandonner le Tour d'Espagne 2014 après avoir porté le maillot rouge pendant une journée, et Valverde a remporté cette course en 2009 et a terminé sur le podium à cinq reprises. Ils sont notamment accompagnés par Andrey Amador, quatrième du Tour d'Italie au printemps. L'équipe Astana se présente avec trois leaders potentiels : l'Espagnol Mikel Landa, révélation du Tour d'Italie qu'il a fini à la troisième place, mais qui est a priori présent en tant qu'équipier des deux Italiens Fabio Aru (cinquième en 2014) et Vincenzo Nibali, quatrième du dernier Tour de France et second de la Vuelta 2013. Ces trois sont assistés par les très bons grimpeurs Paolo Tiralongo et Dario Cataldo. Le grimpeur Joaquim Rodríguez, double vainqueur d'étape sur la « grande boucle » cette année et quatrième du Tour d'Espagne 2014, vient compléter le quintet de favoris. Avec l'objectif d'accorcher un premier Grand Tour, il est épaulé par Daniel Moreno, vainqueurs de trois étapes sur la Vuelta. Froome, Quintana, Nibali, Valverde et Rodriguez sont, avec Alberto Contador, les meilleurs coureurs sur trois semaines actuels : à eux-cinq, ils cumulent 42 Top 10, 25 podiums et 7 victoires finales.
L'Américain Tejay van Garderen, qui a dû abandonner le Tour de France alors qu'il occupait la troisième place du classement général, est en Espagne après avoir hésité à venir, il a comme équipier Samuel Sanchez (douzième du Tour de France) qui va le protéger en montagne. L'Irlandais Dan Martin (7e l'année dernière[C'est-à-dire ?]) et l'Américain Andrew Talansky, onzième du Tour de France et septième du Tour d'Espagne 2012 sont les leaders de l'équipe Cannondale-Garmin.
Le Français Pierre Rolland, dixième du Tour de France, est le leader de l'équipe Europcar. Il peut être aidé en montagne par Romain Sicard (treizième de la Vuelta en 2014). La formation Lotto-Soudal a deux coureurs espérant terminer parmi les dix premiers du classement général : Maxime Monfort, sixième en 2011 et onzième du Giro cette année, et Bart De Clercq, 17e de cette course en 2012. Vainqueur d'une étape sur le dernier Tour de France et sixième du Tour d'Italie 2014, Rafał Majka est le chef de file de l'équipe Tinkoff-Saxo. Après sa grave chute sur le Giro, où il avait dû abandonner, Domenico Pozzovivo vise une place dans les cinq premiers. Lors de sa seule participation, en 2013, il a terminé à la sixième place. Le Luxembourgeois Fränk Schleck est leader de l'équipe Trek. Il n'a plus participé à la Vuelta depuis 2010, où il avait fini à la quatrième place. La formation espagnole Caja Rural, invitée sur la course, mise sur David Arroyo, qui a fini à quatre reprises parmi les vingt premiers du Tour d'Espagne. Rafael Valls, qui devait être le leader de la Lampre-Mérida sur cette Vuelta, est forfait. Les espoirs de cette équipe reposent sur Przemysław Niemiec, vainqueur d'une étape en 2014 et dont le meilleur résultat sur un grand tour est sa sixième place au Tour d'Italie 2013.

#### Sprinteurs
Malgré son retour à la compétition au début du mois sur le Tour de Pologne, l'Allemand Marcel Kittel (vainqueur de quatre étapes du Tour de France en 2013 et 2014) n'est pas présent. À sa place, l'équipe Giant-Alpecin aligne son compatriote John Degenkolb, quadruple vainqueur d'étape et maillot vert l'an passé, mais qui reste sur un Tour de France sans victoire d'étape. Son coéquipier Luka Mezgec, sprinteur également, aura peut-être une occasion de jouer sa carte. Après un Tour de France où il a collectionné les deuxièmes places (à cinq reprises) sans victoire, Peter Sagan (Tinkoff-Saxo) tentera de remporter un maximum d'étapes, tout en ayant en tête les mondiaux de Richmond. Il a déjà participé deux fois à la Vuelta. Il y a remporté trois d'étapes en 2011 et a abandonné en 2014. Nacer Bouhanni (Cofidis), gagnant de deux étapes en 2014, semble remis de ses chutes de l'été (aux Championnats de France et sur le Tour de France), en témoignent ses succès sur le Circuit de Getxo et les 2 premières étapes du Tour de l'Ain.
Parmi les jeunes pousses du sprint mondial, on retrouve l'Australien d'Orica-GreenEDGE Caleb Ewan, qui participe à son premier Grand Tour et victorieux à 10 reprises cette année (14 si on ajoute ses succès sur la Mitchelton Bay Classic), et Danny van Poppel (Trek Factory Racing), qui a levé les bras sur le dernier Eneco Tour et dont l'équipe aligne aussi Jasper Stuyven. Matteo Pelucchi (IAM), qui a glané deux étapes sur le Tour de Pologne, et Kris Boeckmans (Lotto-Belisol), 8 fois victorieux en 2015, seront de sérieux outsiders lors des arrivées au sprint. Parmi les autres sprinteurs, on peut citer Tom Van Asbroeck (Lotto NL-Jumbo), Kristian Sbaragli (MTN-Qhubeka), Maximiliano Richeze (Lampre-Merida), Leonardo Duque (Team Colombbia), Jean-Pierre Drucker (BMC Racing Team), Kévin Réza (FDJ), José Joaquín Rojas (Movistar) et Carlos Barbero (Caja Rural-Seguros RGA).

### Règlement de la course

#### Règlement du classement général
Le classement général, dont le leader porte le maillot rouge, s'établit en additionnant les temps réalisés à chaque étape, puis en ôtant d'éventuelles bonifications (10, 6 et 4 s à l'arrivée des étapes en ligne et 3, 2 et 1 s à chaque sprint intermédiaire). En cas d'égalité, les critères de départage, dans l'ordre, sont : centièmes de seconde enregistrés lors des contre-la-montre, addition des places obtenues lors de chaque étape, place obtenue lors de la dernière étape.

#### Règlement du classement par points
À l'issue de chaque étape le leader du classement par points dont le leader porte le maillot vert, est l'addition des points attribués à l'arrivée des étapes (25, 20, 16, 14, 12 et 10 points puis en ôtant 1 pt par place perdue jusqu'au 15e, qui reçoit donc 1 pt) et aux sprints intermédiaires (4, 2 et 1 points). Il est à signaler qu'il n'y a qu'un seul sprint intermédiaire par étape en ligne ce qui est une nouveauté.
En cas d'égalité de points, les critères de départage, dans l'ordre, sont : nombre de victoires d'étape, de sprints intermédiaires, classement général. Pour être déclaré vainqueur du classement par points, le coureur se doit de terminer le Tour d'Espagne.

#### Règlement du classement de la montagne
Le classement de la montagne, dont le leader porte le maillot blanc à pois bleu est établi en fonction du barème suivant, identique à 2014:
- Cima Alberto Fernandez : 20, 15, 10, 6, 4 et 2 points aux 6 premiers coureurs classés
- Côte hors-catégorie : 15, 10, 6, 4 et 2 points aux 5 premiers coureurs classés
- Côte de 1re catégorie : 10, 6, 4, 2 et 1 point aux 5 premiers coureurs classés
- Côte de 2e catégorie : 5, 3 et 1 point aux 3 premiers coureurs classés
- Côte de 3e catégorie : 3, 2 et 1 point aux 3 premiers coureurs classés

En cas d'égalité de points, les critères de départage, dans l'ordre, sont : nombre de premières places dans la Cima Alberto Fernandez, les ascensions Hors-catégorie, de 1re, de 2e, puis de 3e catégorie, classement général.

#### Règlement du classement du combiné
Le classement du combiné, dont le leader porte le maillot blanc, est la somme des places de chaque coureur dans le classement général, le classement par points et le classement de la montagne. Pour être classé, un coureur doit figurer dans les 3 classements. Si aucun coureur ne remplit cette condition, on regarde les coureurs se trouvant dans 2 classements. En cas d'égalité de points, le critère de départage est le classement général.

#### Règlement des autres classements annexes
- Le classement par équipes de l'étape est obtenu par la somme des trois meilleurs temps individuels de chaque équipe (bonifications non comprises), sauf lors du contre-la-montre par équipe, où l'on prend le temps de l'équipe multiplié par 5. En cas d'égalité, les critères de départage, dans l'ordre, sont : addition des places des 3 premiers coureurs des équipes concernées, place du meilleur coureur sur l'étape. Le classement général est obtenu par somme des temps obtenus par l'équipe à chaque étape. En cas d'égalité, les critères de départage, dans l'ordre, sont : nombre de premières places dans le classement par équipes du jour, nombre de deuxièmes places dans le classement par équipes du jour, etc., place au classement général du meilleur coureur des équipes concernées[18].
- Le prix de la combativité récompense « le coureur le plus généreux dans l’effort et manifestant le meilleur esprit sportif ». Ce prix, établi dans les étapes en ligne, est décerné le public qui choisira chaque jour parmi trois noms sélectionnés par un jury présidé par le directeur de l’organisation. Le combatif de l’étape porte dans l’étape suivante un dossard rouge. La procédure est la même pour décerner en fin de tour le prix du super-combatif[18].

#### Primes
Le montant des prix et des primes distribués par l'organisateur se montent à 1 059 805 €. Le tableau ci-dessous liste les primes accordées aux premiers d'étapes et aux neuf premiers du classement final :
| Position           | 1er       | 2e       | 3e       | 4e       | 5e       | 6e      | 7e      | 8e      | 9e      |
| Classement général | 112 000 € | 57 000 € | 30 000 € | 15 000 € | 12 500 € | 9 000 € | 9 000 € | 6 000 € | 6 000 € |
| Par étape          | 11 000 €  | 5 500 €  | 2 700 €  | 1 500 €  | 1 100 €  | 900 €   | 900 €   | 650 €   | 650 €   |

À noter que les 20 premiers de chaque étape et les 20 premiers du classement général reçoivent une prime.
- Le détenteur du maillot rouge (1er du classement général) reçoit une récompense quotidienne de 160 €.
- Le détenteur du maillot vert (1er du classement par points) reçoit une récompense quotidienne de 100 €.
- Le détenteur du maillot blanc à pois bleus (1er du classement de la montagne) reçoit une récompense quotidienne de 100 €.
- Le détenteur du maillot blanc (1er du classement du combiné) reçoit une récompense quotidienne de 70 €.

Le tableau ci-dessous liste les primes accordées en ce qui concerne les prix du meilleur sprinteur (maillot vert) :
| Position               | 1er      | 2e      | 3e      |
| Classement par points  | 11 000 € | 5 000 € | 2 000 € |
| Sprints intermédiaires | 135 €    | 45 €    | 25 €    |

Le tableau ci-dessous liste les primes accordées en ce qui concerne les prix du meilleur grimpeur (maillot à pois bleus) :
| Position                    | 1er      | 2e      | 3e      |
| Classement par points       | 13 000 € | 6 600 € | 3 500 € |
| Cima Alberto Fernandez      | 1 000 €  | 520 €   |         |
| Cols hors catégorie         | 920 €    | 615 €   |         |
| Cols de première catégorie  | 460 €    | 310 €   |         |
| Cols de deuxième catégorie  | 230 €    | 155 €   |         |
| Cols de troisième catégorie | 115 €    | 80 €    |         |

Le tableau ci-dessous liste les primes accordées en ce qui concerne les prix du combiné (maillot blanc) :
| Position              | 1er      | 2e      | 3e      |
| Classement par points | 11 000 € | 5 000 € | 2 000 € |

- Chaque jour (hors contres la montre), le plus combatif reçoit une récompense de 200 €.
- Lors de 10 étapes (les 2e, 4e, 7e, 9e, 11e, 14e, 15e, 16e, 18e et 21e étapes), un prix du fair-play d'un montant de 100 € est attribué[18].

## Récit de la course

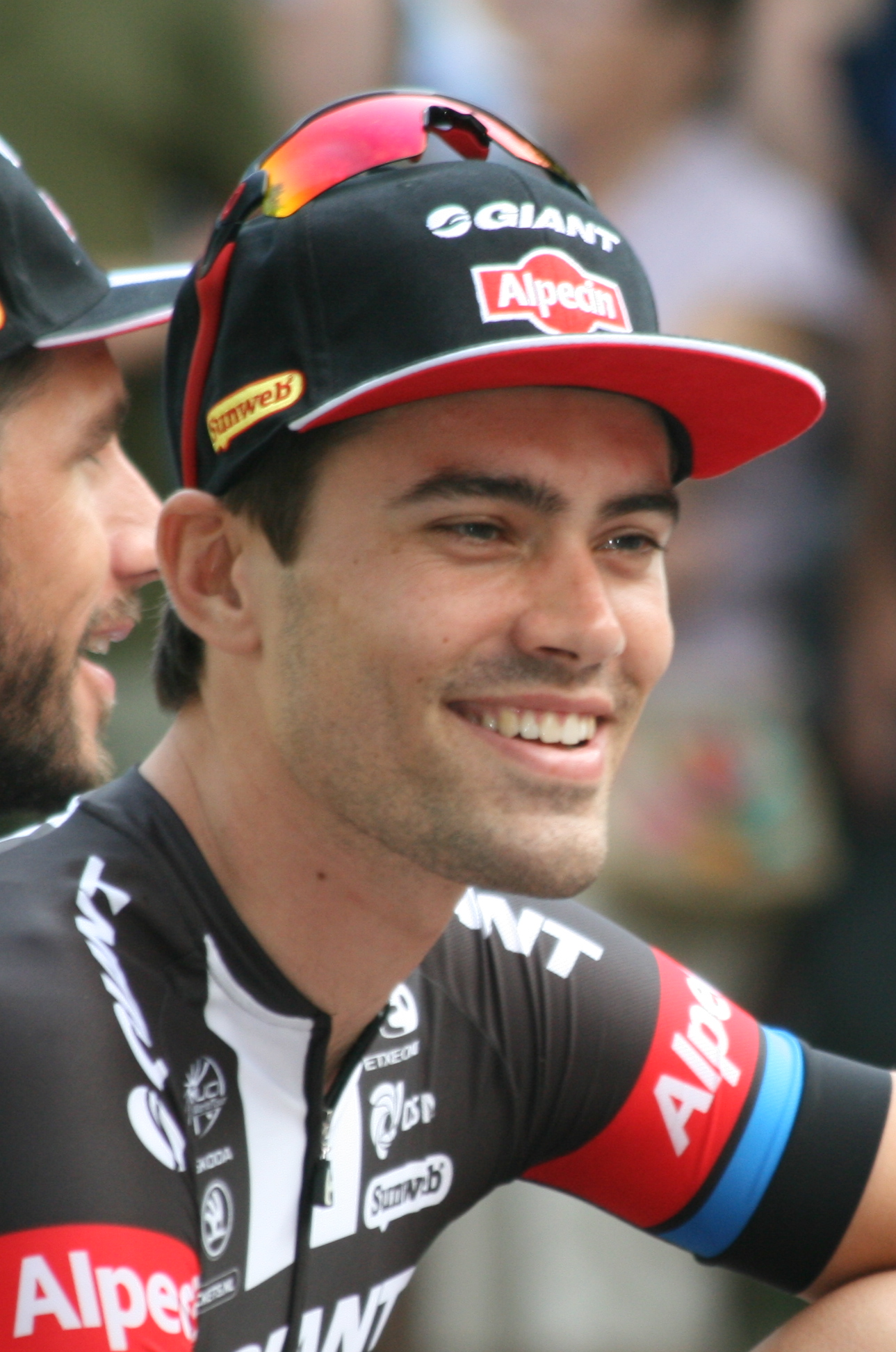
Tom Dumoulin, leader du classement général durant six étapes.

L'équipe BMC Racing remporte le contre-la-montre par équipes inaugural. Le coureur slovaque Peter Velits, premier à avoir passé la ligne d'arrivée, revêt le maillot rouge. Cette étape est neutralisée pour le classement général, après que des coureurs et des directeurs sportifs ont jugé le parcours dangereux lors de leur reconnaissance. L'étape ne compte que pour le classement par équipes, l'équipe BMC en prend donc la tête.
Lors de la deuxième étape, Vincenzo Nibali est pris dans une chute collective à 30 kilomètres de l'arrivée. Il effectue alors quelques hectomètres accroché à une voiture de son équipe, sous l'œil des caméras, ce qui lui vaut d'être exclu de la course. L'étape se termine en côte. Le coureur colombien Esteban Chaves, de l'équipe Orica-GreenEDGE, l'emporte. Tom Dumoulin, qui a réussi à rester dans le sillage de Chaves tout au long de la montée, finit par craquer et termine à la deuxième place, Chaves prend la tête du classement général avec 5 secondes d'avances sur Dumoulin.
Peter Sagan remporte la troisième étape au sprint, devant Nacer Bouhanni et John Degenkolb. La quatrième étape étape est gagnée par Alejandro Valverde dans une arrivée en côte, Chavez reste leader.
À 21 ans, l'Australien Caleb Ewan remporte la 5e étape devant Degenkolb et Sagan. Pris dans une cassure, Chavez cède pour une seconde son maillot rouge à Dumoulin. Dans une nouvelle arrivée en côte, Chavez prouve sa supériorité en montée sur ce début de Vuelta. Il attaque à 2,5 km du sommet et remporte l'étape. Troisième, Dumoulin perd son maillot tandis que Dan Martin, 2e de l'étape, monte sur le podium. Lors de la première arrivée en altitude, sur l'Alto de Capileira, les échappés se disputent la victoire d'étape. Dans une échappée à cinq, les trois hommes forts sont le Français Jérôme Cousin, le Biélorusse Ilia Koshevoy et le Néerlandais Bert-Jan Lindeman. Alors qu'il ne reste que 500 mètres à parcourir, Cousin chute et Lindeman bat Koshevoy au sprint. Fabio Aru, qui a attaqué, termine troisième. Les perdants du jour sont Christopher Froome et Tejay Van Garderen, qui déboursent respectivement 30 et 50 secondes.
Le  Belge Jasper Stuyven  remporte au sprint à Murcie sa première victoire d'étape dans un Grand Tour en devançant Peïo Bilbao (Caja Rural) et Kevin Reza (FDJ) au terme d'une étape marquée par l'abandon sur chute massive de deux favoris, Dan Martin (Cannondale-Garmin) et Tejay Van Garderen (BMC) et des deux sprinteurs Nacer Bouhanni (Cofidis) et Kris Boeckmans (Lotto-Soudal). Esteban Chaves conserve le maillot rouge.
Tom Dumoulin (Giant Alpecin) reprend le maillot rouge de leader de la Vuelta au prix d'une exceptionnelle démonstration de classe dans la montée du Puig Llorença, terme d'une neuvième étape où le Néerlandais bat Chris Froome (Sky) et Joaquim Rodriguez (Katusha). Leader de la Vuelta pendant une seule journée à Vejer de la Frontera, Dumoulin a décramponné la plupart des favoris de cette édition, dont le Colombien Esteban Chaves (Orica-Greenedge), qui le précédait de dix secondes au général au départ de Torrevieja et a terminé près d'une minute derrière lui. 
Kristian Sbaragli s'impose au sprint dans la 10e étape de la Vuelta à Castellon devant les favoris John Degenkolb (Giant-Alpecin) et Jose Joaquin Rojas et offrir à son équipe MTN-Qhubeka sa première victoire dans le Tour d'Espagne. Parfaitement placé dans le final, l'Italien a choisi de lancer son sprint de loin pour surprendre un Degenkolb  nouveau battu en dépit du travail effectué à son service par le maillot rouge Tom Dumoulin, toujours leader de cette Vuelta avant la première journée de repos de mardi.
L'équipe Astana s'offre l'étape reine de cette édition grâce à Mikel Landa tandis que Fabio Aru finit deuxième et devient nouveau maillot rouge, Annoncé comme mythique avec ses six cols et 5 000 mètres de dénivelé, cet 11e acte n'a pas livré le verdict de cette 70e édition, mais déjà sonné le glas des espoirs de certains comme Chris Froome, à la dérive, tandis que Nairo Quintana ou Alejandro Valverde ont affiché leurs limites. Joaquim Rodriguez a limité la casse en prenant la quatrième place à moins de deux minutes de Landa tandis que le maillot rouge au départ d'Andorre-la-Vieille, Tom Dumoulin, et le jeune Colombien Esteban Chaves, n'ont pas sombré. Au général, Aru domine désormais Rodriguez de 27 secondes et Dumoulin de 30.
La 12e étape, promise aux sprinteurs, verra la victoire du jeune néerlandais Danny Van Poppel (Trek Factory Racing), devant Daryl Impey (Orica-BikeExchange) et Tosh Van der Sande (Lotto-Belisol), le peloton ayant repris in extremis les échappés à seulement 300 mètres de la ligne. Ce 12e acte, reliant Escaldes-Engordany à Lleida, fut également marqué par l'abandon au départ de Chris Froome, alors relégué à plus de 7 minutes au général.
Le profil majoritairement plat de l'étape du lendemain n'aura livré aucune explication entre les favoris. Inintéressées par la victoire, les équipes des leaders laisseront  l'échappée matinale prendre plus de 5 minutes et se disputer le succès du jour. Dans la dernière difficulté, à 29 km de l'arrivée, le Portugais Nelson Oliveira (Lampre-Merida) parvient à s'isoler après avoir attaqué au sommet. La descente lui permet rapidement d'accroître son avance grimpant jusqu'à 1 minute. Il ne sera plus revu par ses poursuivants et lèvera en solitaire les bras à Tarazona.
L'équipe BMC, affaiblie durant ce tour d'Espagne par les abandons de Tejay Van Garderen et Samuel Sanchez, remporte une nouvelle victoire à Fuente del Chivo en la personne de l'Italien Alessandro de Marchi, lors du 14e jour de course. La dernière ascension, parcourue dans le brouillard, est secouée dans le groupe des favoris par les attaques de Fabio Aru à 2 km de l'arrivée. Seuls Rodriguez, Majka, Chaves et Quintana, respectivement 2e, 4e, 5e et 11e parviennent à suivre le maillot rouge, survolté. En revanche, Tom Dumoulin montre quant à lui des signes de faiblesse à la suite de ses changements de rythme. Il concède à l'arrivée 26 secondes à Quintana et 19 au trio Aru, Chaves et Rodriguez, mais conserve sa place de 3e au général à désormais 49 secondes.
Le 15e départ des coureurs sur cette Vuelta a lieu à Comillas, cette étape montagneuse s'annonce elle aussi mouvementée entre les leaders. Dans l'Alto de Sotres, dénouement de la journée, la majorité des membres de l'échappée matinale est avalée à près de 8 kilomètres par le peloton. Outre une attaque de Quintana 2 kilomètres plus bas, les cadors sont jusqu'alors restés calmes. À deux kilomètres de l'arrivée, les premières offensives ont lieu et condamnent comme la veille Dumoulin à 1,8 km. Rodriguez s'élance à son tour 800 mètres plus loin dans des pentes à plus de 10%, il prend immédiatement quelques longueurs sur ses adversaires et remporte l'étape 12 secondes devant Majka, 2e de l'étape et 15 secondes devant Aru et Quintana, 4e et 5e. Le porteur du maillot du combiné Tom Dumoulin est lui relégué à 51 secondes. Bilan au général, le néerlandais recule à la 4e place pour une seconde à Rafal Majka tandis que Joaquim Rodriguez se rapproche à une seconde de l'Italien toujours leader. Le coureur de la Katusha profite par la même occasion de ce succès pour récupérer les maillots vert et blanc du combiné.
La 16e étape, également disputée en altitude avec une arrivée à l'Alto Ermita de Alba, verra Frank Schleck (Trek Factory Racing) s'y imposer après s'être débarrassé un à un de ses compagnons d'échappée dans les deux dernières difficultés du jour. Les favoris, quant à eux, devraient une nouvelle fois se livrer bataille dans les passages de 8 à 18% du col final. Dans le dernier kilomètre, tandis que Dumoulin craque une énième fois, Rodriguez place une attaque à 900 mètres et parvient à devancer de 2 secondes Fabio Aru sur la ligne, ce qui lui permet de reprendre la tête au général. Derrière, Majka et Dumoulin perdent respectivement 12 et 27 secondes sur le nouveau maillot rouge, ils se retrouvent ainsi à 1min 35 et 1min 51 de celui-ci. Cependant, bien que l'italien et l'espagnol aient creusé des écarts importants par rapport à leurs principaux poursuivants au général, le contre-la-montre du surlendemain pourrait largement permettre à Tom Dumoulin, spécialiste de l'exercice, de revenir près d'eux et de rabattre les cartes de ce tour d'Espagne 2015.
C'est donc à la suite d'une journée de repos que les coureurs s'élancent dans un chrono de 39 km aux Burgos. Le premier coureur à signer un temps significatif est le polonais Maciej Bodna (Tinkoff-Saxo) qui ne sera pas inquiété avant le départ des favoris. Valverde, 9e au général est le premier à lutter avec Bodnar, il échouera cependant à 4 secondes. Mais le seul à être parvenu à détroner le polonais est bien le rouleur-grimpeur Dumoulin, celui-ci franchit la ligne avec plus d'une minute d'avance et s'assure avant même l'arrivée des autres coureurs la victoire d'étape. Ces derniers sont chacun relégués à plus d'1min30 (Fabio Aru à 1min52, Rafal Majka à 2min38, Rodriguez à plus de 3min). Le néerlandais endosse à l'issue de cette étape le maillot rouge, néanmoins, il ne compte que 3 secondes d'avance sur Aru, et 1min15 sur Rodriguez.
L'étape du lendemain, reliant Roa à Riaza, permet à Nicolas Roche (Sky) de remporter son deuxième succès en carrière sur la Vuelta devant Haimar Zubeldia. Parmi les favoris, le leader Dumoulin montre sa "remise en forme" durant cette troisième semaine de course en répondant aux multiples attaques de Fabio Aru dans le col de la Quesera. Cette journée n'aura eu aucun impact dans le top 10.
La 19e étape, comportant un relief plat, voit une échappée de 24 coureurs se former dans les premiers kilomètres. Celle-ci prend plus de 16 minutes d'avance à 50 km de la ligne lorsqu'une chute intervient dans le peloton, mettant à terre Fabio Aru. L'italien se relève sans blessure et est attendu par ses adversaires. À l'avant, Machado (Katusha) lâche ses compagnons d'échappée dans une descente, mais est rejoint quelques kilomètres plus loin par le Français Gougeard (AG2R La Mondiale). Ce dernier s'isole dans la dernière difficulté et bascule au sommet avec 40 secondes d'avance sur ses poursuivants. Il résiste ensuite à leur retour et s'impose en solitaire à Avila. Dans le groupe des favoris, Dumoulin attaque Aru dans le dernier mur pavé et arrache 3 secondes à ce dernier. Son avance au général est désormais de 6 secondes à la veille de l'étape montagneuse décisive.
Cette 20e étape est le dénouement de cette Vuelta, un duel entre les deux premiers du général (se tenant en moins de 10 secondes) est attendu. L'échappée matinale va une nouvelle fois pouvoir se disputer la victoire avec 10 minutes d'avance à 40 km de l'arrivée. Astana décide à 50 km de l'arrivée de dynamiter la course afin de mettre très tôt en difficulté le maillot rouge. Celui-ci va d'ailleurs perdre le contact avec le groupe sous l'impulsion de son dauphin à 42 km . Seul face à ses adversaires, Dumoulin, défaillant, accusera à l'arrivée à Cercedilla, ou Ruben Plaza (Lampre-Merida) s'impose, un retard de 4 minutes sur le duo de la Astana et de 5 minutes sur Quintana et Majka, qui se sont échappés quelques kilomètres plus tôt. Le néerlandais chute au 6e rang, abandonnant sa tunique à Fabio Aru.
L'ultime étape de ce tour d'Espagne sera remportée à Madrid par John Degenkolb (Giant-Alpecin). Sur le podium, on retrouve à la seconde marche Joaquim Rodriguez et à la troisième la surprise Rafal Majka, tous deux vainqueurs d'étapes sur le dernier Tour de France quelques jours plus tôt. Fabio Aru, quant à lui, enlève son premier grand tour à seulement 24 ans et succède à Vincenzo Nibali, dernier vainqueur italien de la Vuelta 5 ans plus tôt.

## Étapes
| Étape     | Date               | Villes étapes                                     |                              | Distance (km)    | Vainqueur d’étape    | Leader du classement général |
| --------- | ------------------ | ------------------------------------------------- | ---------------------------- | ---------------- | -------------------- | ---------------------------- |
| 1re étape | Sam. 22 août       | Puerto Banús - Marbella                           | Contre-la-montre par équipes | 7,4              | BMC Racing           | Peter Velits                 |
| 2e étape  | Dim. 23 août       | Alhaurín de la Torre - Caminito del Rey           | Étape de moyenne montagne    | 165              | Esteban Chaves       | Esteban Chaves               |
| 3e étape  | Lun. 24 août       | Mijas – Malaga                                    | Étape de plaine              | 164,6            | Peter Sagan          | Esteban Chaves               |
| 4e étape  | Mar. 25 août       | Estepona - Vejer de la Frontera                   | Étape accidentée             | 203              | Alejandro Valverde   | Esteban Chaves               |
| 5e étape  | Mer. 26 août       | Rota - Alcalá de Guadaira                         | Étape de plaine              | 182              | Caleb Ewan           | Tom Dumoulin                 |
| 6e étape  | Jeu. 27 août       | Cordoue – Sierra de Cazorla                       | Étape de moyenne montagne    | 204              | Esteban Chaves       | Esteban Chaves               |
| 7e étape  | Ven. 28 août       | Jódar – La Alpujarra (Capileira)                  | Étape de moyenne montagne    | 188,3            | Bert-Jan Lindeman    | Esteban Chaves               |
| 8e étape  | Sam. 29 août       | Puebla de Don Fadrique – Murcie                   | Étape accidentée             | 188,6            | Jasper Stuyven       | Esteban Chaves               |
| 9e étape  | Dim. 30 août       | Torrevieja - Cumbres del Sol (Benitachell)        | Étape de moyenne montagne    | 168,3            | Tom Dumoulin         | Tom Dumoulin                 |
| 10e étape | Lun. 31 août       | Valence - Castellón                               | Étape accidentée             | 152              | Kristian Sbaragli    | Tom Dumoulin                 |
|           | Mar. 1er septembre | Andorre (AND)                                     | Jour de repos                | Journée de repos | Journée de repos     | Journée de repos             |
| 11e étape | Mer. 2 septembre   | Andorre-la-Vieille (AND) – Cortals d'Encamp (AND) | Étape de montagne            | 138              | Mikel Landa          | Fabio Aru                    |
| 12e étape | Jeu. 3 septembre   | Escaldes-Engordany (AND) – Lleida                 | Étape de plaine              | 172,5            | Danny van Poppel     | Fabio Aru                    |
| 13e étape | Ven. 5 septembre   | Calatayud – Tarazona                              | Étape de moyenne montagne    | 168              | Nélson Oliveira      | Fabio Aru                    |
| 14e étape | Sam. 5 septembre   | Vitoria - Fuente del Chivo (Alto Campoo)          | Étape de montagne            | 213              | Alessandro De Marchi | Fabio Aru                    |
| 15e étape | Dim. 6 septembre   | Comillas – Sotres                                 | Étape de montagne            | 175              | Joaquim Rodríguez    | Fabio Aru                    |
| 16e étape | Lun. 7 septembre   | Luarca – Ermita de Alba                           | Étape de montagne            | 184              | Fränk Schleck        | Joaquim Rodríguez            |
|           | Mar. 8 septembre   | Burgos                                            | Jour de repos                | Journée de repos | Journée de repos     | Journée de repos             |
| 17e étape | Mer. 9 septembre   | Burgos – Burgos                                   | Contre-la-montre individuel  | 39               | Tom Dumoulin         | Tom Dumoulin                 |
| 18e étape | Jeu. 10 septembre  | Roa – Riaza                                       | Étape de montagne            | 204              | Nicolas Roche        | Tom Dumoulin                 |
| 19e étape | Ven. 11 septembre  | Medina del Campo – Ávila                          | Étape accidentée             | 185              | Alexis Gougeard      | Tom Dumoulin                 |
| 20e étape | Sam. 12 septembre  | San Lorenzo de El Escorial – Cercedilla           | Étape de montagne            | 181              | Rubén Plaza          | Fabio Aru                    |
| 21e étape | Dim. 13 septembre  | Alcalá de Henares – Madrid                        | Étape de plaine              | 93,7             | John Degenkolb       | Fabio Aru                    |

## Classements finals

### Classement général final
| \| Classement général \| Classement général \| Classement général \| Classement général \| Classement général \| \| Coureur \| Coureur \| Pays \| Équipe \| Temps \| \| ------------------ \| ------------------ \| ------------------ \| ---------------------- \| ------------------ \| \| 1er \| Fabio Aru \| Italie \| Astana \| 85 h 36 min 13 s \| \| 2e \| Joaquim Rodríguez \| Espagne \| Katusha \| + 57 s \| \| 3e \| Rafał Majka \| Pologne \| Tinkoff-Saxo \| + 1 min 09 s \| \| 4e \| Nairo Quintana \| Colombie \| Movistar Team \| + 1 min 42 s \| \| 5e \| Esteban Chaves \| Colombie \| Orica-GreenEDGE \| + 3 min 10 s \| \| 6e \| Tom Dumoulin \| Pays-Bas \| Giant-Alpecin \| + 3 min 46 s \| \| 7e \| Alejandro Valverde \| Espagne \| Movistar Team \| + 6 min 47 s \| \| 8e \| Mikel Nieve \| Espagne \| Team Sky \| + 7 min 06 s \| \| 9e \| Daniel Moreno \| Espagne \| Katusha \| + 7 min 12 s \| \| 10e \| Louis Meintjes \| Afrique du Sud \| MTN-Qhubeka \| + 10 min 26 s \| \| 11e \| Domenico Pozzovivo \| Italie \| AG2R La Mondiale \| + 11 min 10 s \| \| 12e \| David Arroyo \| Espagne \| Caja Rural-Seguros RGA \| + 13 min 29 s \| \| 13e \| Gianluca Brambilla \| Italie \| Etixx-Quick Step \| + 15 min 26 s \| \| 14e \| Bart De Clercq \| Belgique \| Lotto-Soudal \| + 16 min 34 s \| \| 15e \| Romain Sicard \| France \| Team Europcar \| + 16 min 46 s \| \| 16e \| Kenny Elissonde \| France \| FDJ \| + 17 min 07 s \| \| 17e \| Fabrice Jeandesboz \| France \| Team Europcar \| + 17 min 10 s \| \| 18e \| André Cardoso \| Portugal \| Cannondale-Garmin \| + 23 min 31 s \| \| 19e \| Giovanni Visconti \| Italie \| Movistar Team \| + 36 min 19 s \| \| 20e \| Diego Rosa \| Italie \| Astana \| + 43 min 27 s \| |                    |                |                        |                  |
| |                    |                |                        |                  |
| Source : ProCyclingStats |                    |                |                        |                  |
| Classement général |                    |                |                        |                  |
| Coureur | Coureur            | Pays           | Équipe                 | Temps            |
| 1er | Fabio Aru          | Italie         | Astana                 | 85 h 36 min 13 s |
| 2e | Joaquim Rodríguez  | Espagne        | Katusha                | + 57 s           |
| 3e | Rafał Majka        | Pologne        | Tinkoff-Saxo           | + 1 min 09 s     |
| 4e | Nairo Quintana     | Colombie       | Movistar Team          | + 1 min 42 s     |
| 5e | Esteban Chaves     | Colombie       | Orica-GreenEDGE        | + 3 min 10 s     |
| 6e | Tom Dumoulin       | Pays-Bas       | Giant-Alpecin          | + 3 min 46 s     |
| 7e | Alejandro Valverde | Espagne        | Movistar Team          | + 6 min 47 s     |
| 8e | Mikel Nieve        | Espagne        | Team Sky               | + 7 min 06 s     |
| 9e | Daniel Moreno      | Espagne        | Katusha                | + 7 min 12 s     |
| 10e | Louis Meintjes     | Afrique du Sud | MTN-Qhubeka            | + 10 min 26 s    |
| 11e | Domenico Pozzovivo | Italie         | AG2R La Mondiale       | + 11 min 10 s    |
| 12e | David Arroyo       | Espagne        | Caja Rural-Seguros RGA | + 13 min 29 s    |
| 13e | Gianluca Brambilla | Italie         | Etixx-Quick Step       | + 15 min 26 s    |
| 14e | Bart De Clercq     | Belgique       | Lotto-Soudal           | + 16 min 34 s    |
| 15e | Romain Sicard      | France         | Team Europcar          | + 16 min 46 s    |
| 16e | Kenny Elissonde    | France         | FDJ                    | + 17 min 07 s    |
| 17e | Fabrice Jeandesboz | France         | Team Europcar          | + 17 min 10 s    |
| 18e | André Cardoso      | Portugal       | Cannondale-Garmin      | + 23 min 31 s    |
| 19e | Giovanni Visconti  | Italie         | Movistar Team          | + 36 min 19 s    |
| 20e | Diego Rosa         | Italie         | Astana                 | + 43 min 27 s    |

### Classements annexes
| Classement par points | Classement par points | Classement par points | Classement par points | Classement par points |
| Coureur               | Coureur               | Pays                  | Équipe                | Points                |
| --------------------- | --------------------- | --------------------- | --------------------- | --------------------- |
| 1er                   | Alejandro Valverde    | Espagne               | Movistar Team         | 118 pts               |
| 2e                    | Joaquim Rodríguez     | Espagne               | Katusha               | 116 pts               |
| 3e                    | John Degenkolb        | Allemagne             | Giant-Alpecin         | 108 pts               |
| 4e                    | Tom Dumoulin          | Pays-Bas              | Giant-Alpecin         | 105 pts               |
| 5e                    | Nicolas Roche         | Irlande               | Team Sky              | 97 pts                |
| 6e                    | Fabio Aru             | Italie                | Astana                | 97 pts                |
| 7e                    | John Degenkolb        | Allemagne             | Giant-Alpecin         | 93 pts                |
| 8e                    | Rafał Majka           | Pologne               | Tinkoff-Saxo          | 89 pts                |
| 9e                    | Nairo Quintana        | Colombie              | Movistar Team         | 84 pts                |
| 10e                   | José Joaquín Rojas    | Espagne               | Movistar Team         | 76 pts                |

| Classement par points | Classement par points | Classement par points | Classement par points | Classement par points |
| Coureur               | Coureur               | Pays                  | Équipe                | Points                |
| --------------------- | --------------------- | --------------------- | --------------------- | --------------------- |
| 1er                   | Alejandro Valverde    | Espagne               | Movistar Team         | 118 pts               |
| 2e                    | Joaquim Rodríguez     | Espagne               | Katusha               | 116 pts               |
| 3e                    | John Degenkolb        | Allemagne             | Giant-Alpecin         | 108 pts               |
| 4e                    | Tom Dumoulin          | Pays-Bas              | Giant-Alpecin         | 105 pts               |
| 5e                    | Nicolas Roche         | Irlande               | Team Sky              | 97 pts                |
| 6e                    | Fabio Aru             | Italie                | Astana                | 97 pts                |
| 7e                    | John Degenkolb        | Allemagne             | Giant-Alpecin         | 93 pts                |
| 8e                    | Rafał Majka           | Pologne               | Tinkoff-Saxo          | 89 pts                |
| 9e                    | Nairo Quintana        | Colombie              | Movistar Team         | 84 pts                |
| 10e                   | José Joaquín Rojas    | Espagne               | Movistar Team         | 76 pts                |

| Classement de la montagne | Classement de la montagne | Classement de la montagne | Classement de la montagne | Classement de la montagne |
| Coureur                   | Coureur                   | Pays                      | Équipe                    | Points                    |
| ------------------------- | ------------------------- | ------------------------- | ------------------------- | ------------------------- |
| 1er                       | Omar Fraile               | Espagne                   | Caja Rural-Seguros RGA    | 82 pts                    |
| 2e                        | Rubén Plaza               | Espagne                   | Lampre-Merida             | 63 pts                    |
| 3e                        | Fränk Schleck             | Luxembourg                | Trek Factory Racing       | 30 pts                    |
| 4e                        | Alessandro De Marchi      | Italie                    | BMC Racing Team           | 28 pts                    |
| 5e                        | Mikel Landa               | Espagne                   | Astana                    | 25 pts                    |
| 6e                        | José Gonçalves            | Portugal                  | Caja Rural-Seguros RGA    | 24 pts                    |
| 7e                        | Rodolfo Torres            | Colombie                  | Colombia                  | 22 pts                    |
| 8e                        | Pierre Rolland            | France                    | Team Europcar             | 20 pts                    |
| 9e                        | José Joaquín Rojas        | Espagne                   | Movistar Team             | 19 pts                    |
| 10e                       | Mikaël Cherel             | France                    | AG2R La Mondiale          | 18 pts                    |

| Classement de la montagne | Classement de la montagne | Classement de la montagne | Classement de la montagne | Classement de la montagne |
| Coureur                   | Coureur                   | Pays                      | Équipe                    | Points                    |
| ------------------------- | ------------------------- | ------------------------- | ------------------------- | ------------------------- |
| 1er                       | Omar Fraile               | Espagne                   | Caja Rural-Seguros RGA    | 82 pts                    |
| 2e                        | Rubén Plaza               | Espagne                   | Lampre-Merida             | 63 pts                    |
| 3e                        | Fränk Schleck             | Luxembourg                | Trek Factory Racing       | 30 pts                    |
| 4e                        | Alessandro De Marchi      | Italie                    | BMC Racing Team           | 28 pts                    |
| 5e                        | Mikel Landa               | Espagne                   | Astana                    | 25 pts                    |
| 6e                        | José Gonçalves            | Portugal                  | Caja Rural-Seguros RGA    | 24 pts                    |
| 7e                        | Rodolfo Torres            | Colombie                  | Colombia                  | 22 pts                    |
| 8e                        | Pierre Rolland            | France                    | Team Europcar             | 20 pts                    |
| 9e                        | José Joaquín Rojas        | Espagne                   | Movistar Team             | 19 pts                    |
| 10e                       | Mikaël Cherel             | France                    | AG2R La Mondiale          | 18 pts                    |

| Classement du combiné | Classement du combiné | Classement du combiné | Classement du combiné  | Classement du combiné |
| Coureur               | Coureur               | Pays                  | Équipe                 | Points                |
| --------------------- | --------------------- | --------------------- | ---------------------- | --------------------- |
| 1er                   | Joaquim Rodríguez     | Espagne               | Katusha                | 15 pts                |
| 2e                    | Fabio Aru             | Italie                | Astana                 | 23 pts                |
| 3e                    | Tom Dumoulin          | Pays-Bas              | Giant-Alpecin          | 24 pts                |
| 4e                    | Rafał Majka           | Pologne               | Tinkoff-Saxo           | 37 pts                |
| 5e                    | Esteban Chaves        | Colombie              | Orica-GreenEDGE        | 43 pts                |
| 6e                    | Nicolas Roche         | Irlande               | Team Sky               | 46 pts                |
| 7e                    | Mikel Landa           | Espagne               | Astana                 | 49 pts                |
| 8e                    | José Gonçalves        | Portugal              | Caja Rural-Seguros RGA | 52 pts                |
| 9e                    | Nélson Oliveira       | Portugal              | Lampre-Merida          | 57 pts                |
| 10e                   | Fränk Schleck         | Luxembourg            | Trek Factory Racing    | 59 pts                |

| Classement du combiné | Classement du combiné | Classement du combiné | Classement du combiné  | Classement du combiné |
| Coureur               | Coureur               | Pays                  | Équipe                 | Points                |
| --------------------- | --------------------- | --------------------- | ---------------------- | --------------------- |
| 1er                   | Joaquim Rodríguez     | Espagne               | Katusha                | 15 pts                |
| 2e                    | Fabio Aru             | Italie                | Astana                 | 23 pts                |
| 3e                    | Tom Dumoulin          | Pays-Bas              | Giant-Alpecin          | 24 pts                |
| 4e                    | Rafał Majka           | Pologne               | Tinkoff-Saxo           | 37 pts                |
| 5e                    | Esteban Chaves        | Colombie              | Orica-GreenEDGE        | 43 pts                |
| 6e                    | Nicolas Roche         | Irlande               | Team Sky               | 46 pts                |
| 7e                    | Mikel Landa           | Espagne               | Astana                 | 49 pts                |
| 8e                    | José Gonçalves        | Portugal              | Caja Rural-Seguros RGA | 52 pts                |
| 9e                    | Nélson Oliveira       | Portugal              | Lampre-Merida          | 57 pts                |
| 10e                   | Fränk Schleck         | Luxembourg            | Trek Factory Racing    | 59 pts                |

| Classement par équipes | Classement par équipes     | Classement par équipes | Classement par équipes |
| Équipe                 | Équipe                     | Pays                   | Temps                  |
| ---------------------- | -------------------------- | ---------------------- | ---------------------- |
| 1re                    | Movistar Team              | Espagne                | 256 h 44 min 38 s      |
| 2e                     | Sky                        | Royaume-Uni            | + 29 min 47 s          |
| 3e                     | Katusha                    | Russie                 | + 35 min 44 s          |
| 4e                     | Astana                     | Kazakhstan             | + 48 min 24 s          |
| 5e                     | Europcar                   | France                 | + 1 h 11 min 00 s      |
| 6e                     | Caja Rural-Seguros RGA     | Espagne                | + 1 h 20 min 44 s      |
| 7e                     | Tinkoff-Saxo               | Russie                 | + 1 h 40 min 58 s      |
| 8e                     | Etixx-Quick Step           | Belgique               | + 1 h 43 min 44 s      |
| 9e                     | Lotto-Soudal               | Belgique               | + 1 h 55 min 17 s      |
| 10e                    | Cofidis, Solutions Crédits | France                 | + 2 h 36 min 11 s      |

| Classement par équipes | Classement par équipes     | Classement par équipes | Classement par équipes |
| Équipe                 | Équipe                     | Pays                   | Temps                  |
| ---------------------- | -------------------------- | ---------------------- | ---------------------- |
| 1re                    | Movistar Team              | Espagne                | 256 h 44 min 38 s      |
| 2e                     | Sky                        | Royaume-Uni            | + 29 min 47 s          |
| 3e                     | Katusha                    | Russie                 | + 35 min 44 s          |
| 4e                     | Astana                     | Kazakhstan             | + 48 min 24 s          |
| 5e                     | Europcar                   | France                 | + 1 h 11 min 00 s      |
| 6e                     | Caja Rural-Seguros RGA     | Espagne                | + 1 h 20 min 44 s      |
| 7e                     | Tinkoff-Saxo               | Russie                 | + 1 h 40 min 58 s      |
| 8e                     | Etixx-Quick Step           | Belgique               | + 1 h 43 min 44 s      |
| 9e                     | Lotto-Soudal               | Belgique               | + 1 h 55 min 17 s      |
| 10e                    | Cofidis, Solutions Crédits | France                 | + 2 h 36 min 11 s      |

## Évolution des classements
| Étape              | Vainqueur            | Classement général | Classement par points | Classement de la montagne | Classement du combiné | Classement par équipes | Prix de la combativité |
| ------------------ | -------------------- | ------------------ | --------------------- | ------------------------- | --------------------- | ---------------------- | ---------------------- |
| 1                  | BMC Racing           | Peter Velits       | Non décerné           | Non décerné               | Non décerné           | BMC Racing             | Cameron Meyer          |
| 2                  | Esteban Chaves       | Esteban Chaves     | Esteban Chaves        | Esteban Chaves            | Esteban Chaves        | Sky                    | José Gonçalves         |
| 3                  | Peter Sagan          | Esteban Chaves     | Esteban Chaves        | Omar Fraile               | Esteban Chaves        | Sky                    | Omar Fraile            |
| 4                  | Alejandro Valverde   | Esteban Chaves     | Peter Sagan           | Omar Fraile               | Esteban Chaves        | Sky                    | Markel Irizar          |
| 5                  | Caleb Ewan           | Tom Dumoulin       | Peter Sagan           | Omar Fraile               | Esteban Chaves        | Sky                    | Iljo Keisse            |
| 6                  | Esteban Chaves       | Esteban Chaves     | Peter Sagan           | Omar Fraile               | Esteban Chaves        | Sky                    | Miguel Ángel Rubiano   |
| 7                  | Bert-Jan Lindeman    | Esteban Chaves     | Esteban Chaves        | Omar Fraile               | Esteban Chaves        | Sky                    | Amets Txurruka         |
| 8                  | Jasper Stuyven       | Esteban Chaves     | Esteban Chaves        | Omar Fraile               | Esteban Chaves        | Sky                    | Ángel Madrazo          |
| 9                  | Tom Dumoulin         | Tom Dumoulin       | Esteban Chaves        | Omar Fraile               | Tom Dumoulin          | Sky                    | Omar Fraile            |
| 10                 | Kristian Sbaragli    | Tom Dumoulin       | Esteban Chaves        | Omar Fraile               | Tom Dumoulin          | Sky                    | Carlos Verona          |
| 11                 | Mikel Landa          | Fabio Aru          | Esteban Chaves        | Omar Fraile               | Tom Dumoulin          | Sky                    | Mikel Landa            |
| 12                 | Danny van Poppel     | Fabio Aru          | Esteban Chaves        | Omar Fraile               | Tom Dumoulin          | Sky                    | Maxime Bouet           |
| 13                 | Nélson Oliveira      | Fabio Aru          | Esteban Chaves        | Omar Fraile               | Tom Dumoulin          | Sky                    | Paweł Poljański        |
| 14                 | Alessandro De Marchi | Fabio Aru          | Esteban Chaves        | Omar Fraile               | Tom Dumoulin          | Sky                    | Carlos Quintero        |
| 15                 | Joaquim Rodríguez    | Fabio Aru          | Joaquim Rodríguez     | Omar Fraile               | Joaquim Rodríguez     | Sky                    | Brayan Ramírez         |
| 16                 | Frank Schleck        | Joaquim Rodríguez  | Joaquim Rodríguez     | Omar Fraile               | Joaquim Rodríguez     | Sky                    | Rodolfo Torres         |
| 17                 | Tom Dumoulin         | Tom Dumoulin       | Joaquim Rodríguez     | Omar Fraile               | Joaquim Rodríguez     | Sky                    | Tom Dumoulin           |
| 18                 | Nicolas Roche        | Tom Dumoulin       | Joaquim Rodríguez     | Omar Fraile               | Joaquim Rodríguez     | Movistar               | Angel Madrazo          |
| 19                 | Alexis Gougeard      | Tom Dumoulin       | Joaquim Rodríguez     | Omar Fraile               | Joaquim Rodríguez     | Movistar               | Alexis Gougeard        |
| 20                 | Rubén Plaza          | Fabio Aru          | Joaquim Rodríguez     | Omar Fraile               | Joaquim Rodríguez     | Movistar               | Rubén Plaza            |
| 21                 | John Degenkolb       | Fabio Aru          | Alejandro Valverde    | Omar Fraile               | Joaquim Rodríguez     | Movistar               | Tom Dumoulin ?         |
| Classements finals | Classements finals   | Fabio Aru          | Alejandro Valverde    | Omar Fraile               | Joaquim Rodríguez     | Movistar               | Tom Dumoulin           |

## Liste des participants
| Légende                          | Légende                                                                                                  | Légende                             | Légende                                                                                         |
| -------------------------------- | --- | ----------------------------------- | ----------------------------------------------------------------------------------------------- |
| Num                              | Dossard de départ porté par le coureur sur cette Vuelta                                                  | Pos.                                | Position finale au classement général                                                           |
| Leader du classement général     | Indique le vainqueur du classement général                                                               | Leader du classement de la montagne | Indique le vainqueur du classement de la montagne                                               |
| Leader du classement par points  | Indique le vainqueur du classement par points                                                            | Leader du classement du combiné     | Indique le vainqueur du classement du combiné                                                   |
| Leader du classement par équipes | Indique la meilleure équipe                                                                              |                                     | Indique un maillot de champion national ou mondial, suivi de sa spécialité                      |
| NP                               | Indique un coureur qui n'a pas pris le départ d'une étape, suivi du numéro de l'étape où il s'est retiré | AB                                  | Indique un coureur qui n'a pas terminé une étape, suivi du numéro de l'étape où il s'est retiré |
| HD                               | Indique un coureur qui a terminé une étape hors des délais, suivi du numéro de l'étape                   | EX                                  | Indique un coureur exclu pour non-respect du règlement                                          |

| Sky SKY                                          | Sky SKY                     | Sky SKY |
| ------------------------------------------------ | --------------------------- | ------- |
| Num                                              | Coureur                     | Pos     |
| 1                                                | Christopher Froome (GBR)    | NP-12   |
| 2                                                | Ian Boswell (USA)           | 71e     |
| 3                                                | Sergio Henao (COL)          | 22e     |
| 4                                                | Vasil Kiryienka (BLR) (Clm) | 83e     |
| 5                                                | Christian Knees (GER)       | 91e     |
| 6                                                | Mikel Nieve (ESP)           | 8e      |
| 7                                                | Salvatore Puccio (ITA)      | 77e     |
| 8                                                | Nicolas Roche (IRL)         | 26e     |
| 9                                                | Geraint Thomas (GBR)        | 69e     |
| Directeurs sportifs : Dario Cioni, Gabriel Rasch |                             |         |

| AG2R La Mondiale ALM                               | AG2R La Mondiale ALM     | AG2R La Mondiale ALM |
| -------------------------------------------------- | ------------------------ | -------------------- |
| Num                                                | Coureur                  | Pos                  |
| 11                                                 | Domenico Pozzovivo (ITA) | 11e                  |
| 12                                                 | Gediminas Bagdonas (LTU) | 154e                 |
| 13                                                 | Mikaël Cherel (FRA)      | 51e                  |
| 14                                                 | Alexis Gougeard (FRA)    | 112e                 |
| 15                                                 | Blel Kadri (FRA)         | 150e                 |
| 16                                                 | Sébastien Minard (FRA)   | 96e                  |
| 17                                                 | Matteo Montaguti (ITA)   | 41e                  |
| 18                                                 | Rinaldo Nocentini (ITA)  | 85e                  |
| 19                                                 | Johan Vansummeren (BEL)  | 121e                 |
| Directeurs sportifs : Julien Jurdie, Didier Jannel |                          |                      |

| Astana AST                                            | Astana AST                    | Astana AST |
| ----------------------------------------------------- | ----------------------------- | ---------- |
| Num                                                   | Coureur                       | Pos        |
| 21                                                    | Fabio Aru (ITA)               | 1re        |
| 22                                                    | Dario Cataldo (ITA)           | 57e        |
| 23                                                    | Mikel Landa (ESP)             | 25e        |
| 24                                                    | Vincenzo Nibali (ITA) (Route) | EX-2       |
| 25                                                    | Diego Rosa (ITA)              | 20e        |
| 26                                                    | Luis León Sánchez (ESP)       | 33e        |
| 27                                                    | Paolo Tiralongo (ITA)         | AB-3       |
| 28                                                    | Alessandro Vanotti (ITA)      | 135e       |
| 29                                                    | Andrey Zeits (KAZ)            | 68e        |
| Directeurs sportifs : Alexandr Shefer, Stefano Zanini |                               |            |

| BMC Racing BMC                                           | BMC Racing BMC             | BMC Racing BMC |
| -------------------------------------------------------- | -------------------------- | -------------- |
| Num                                                      | Coureur                    | Pos            |
| 31                                                       | Samuel Sánchez (ESP)       | AB-14          |
| 32                                                       | Darwin Atapuma (COL)       | 56e            |
| 33                                                       | Marcus Burghardt (GER)     | NP-3           |
| 34                                                       | Alessandro De Marchi (ITA) | 78e            |
| 35                                                       | Jempy Drucker (LUX)        | 118e           |
| 36                                                       | Amaël Moinard (FRA)        | 59e            |
| 37                                                       | Joey Rosskopf (USA)        | 124e           |
| 38                                                       | Tejay van Garderen (USA)   | AB-8           |
| 39                                                       | Peter Velits (SVK)         | NP-18          |
| Directeurs sportifs : Yvon Ledanois, Maximilian Sciandri |                            |                |

| Caja Rural-Seguros RGA CJR                                    | Caja Rural-Seguros RGA CJR | Caja Rural-Seguros RGA CJR |
| ------------------------------------------------------------- | -------------------------- | -------------------------- |
| Num                                                           | Coureur                    | Pos                        |
| 41                                                            | David Arroyo (ESP)         | 12e                        |
| 42                                                            | Carlos Barbero (ESP)       | 149e                       |
| 43                                                            | Peio Bilbao (ESP)          | 97e                        |
| 44                                                            | Omar Fraile (ESP)          | 88e                        |
| 45                                                            | José Gonçalves (POR)       | 34e                        |
| 46                                                            | Ángel Madrazo (ESP)        | 44e                        |
| 47                                                            | Lluís Mas (ESP)            | AB-14                      |
| 48                                                            | Amets Txurruka (ESP)       | AB-11                      |
| 49                                                            | Ricardo Vilela (POR)       | 48e                        |
| Directeurs sportifs : Eugenio Goikoetxea, Juan Carlos Vázquez |                            |                            |

| Cofidis COF                                         | Cofidis COF             | Cofidis COF |
| --------------------------------------------------- | ----------------------- | ----------- |
| Num                                                 | Coureur                 | Pos         |
| 51                                                  | Nacer Bouhanni (FRA)    | AB-8        |
| 52                                                  | Yoann Bagot (FRA)       | 98e         |
| 53                                                  | Romain Hardy (FRA)      | AB-11       |
| 54                                                  | Cyril Lemoine (FRA)     | 61e         |
| 55                                                  | Daniel Navarro (ESP)    | 30e         |
| 56                                                  | Dominique Rollin (CAN)  | 116e        |
| 57                                                  | Stéphane Rossetto (FRA) | AB-19       |
| 58                                                  | Julien Simon (FRA)      | 74e         |
| 59                                                  | Geoffrey Soupe (FRA)    | NP-14       |
| Directeurs sportifs : Didier Rous, Jean-Luc Jonrond |                         |             |

| Colombia COL                                             | Colombia COL               | Colombia COL |
| -------------------------------------------------------- | -------------------------- | ------------ |
| Num                                                      | Coureur                    | Pos          |
| 61                                                       | Alex Cano (COL)            | 53e          |
| 62                                                       | Fabio Duarte (COL)         | 67e          |
| 63                                                       | Leonardo Duque (COL)       | 60e          |
| 64                                                       | Walter Pedraza (COL)       | 136e         |
| 65                                                       | Carlos Quintero (COL)      | 92e          |
| 66                                                       | Brayan Ramírez (COL)       | 127e         |
| 67                                                       | Miguel Ángel Rubiano (COL) | 70e          |
| 68                                                       | Rodolfo Torres (COL)       | 32e          |
| 69                                                       | Juan Pablo Valencia (COL)  | 87e          |
| Directeurs sportifs : Valerio Tebaldi, Oscar Pelliccioli |                            |              |

| Etixx-Quick Step EQS                                 | Etixx-Quick Step EQS      | Etixx-Quick Step EQS |
| ---------------------------------------------------- | ------------------------- | -------------------- |
| Num                                                  | Coureur                   | Pos                  |
| 71                                                   | Niki Terpstra (NED) (Clm) | NP-18                |
| 72                                                   | Maxime Bouet (FRA)        | 28e                  |
| 73                                                   | Gianluca Brambilla (ITA)  | 13e                  |
| 74                                                   | David de la Cruz (ESP)    | NP-6                 |
| 75                                                   | Iljo Keisse (BEL)         | 148e                 |
| 76                                                   | Nikolas Maes (BEL)        | 107e                 |
| 77                                                   | Pieter Serry (BEL)        | 62e                  |
| 78                                                   | Martin Velits (SVK)       | 117e                 |
| 79                                                   | Carlos Verona (ESP)       | 29e                  |
| Directeurs sportifs : Rik Van Slycke, Jan Schaffrath |                           |                      |

| FDJ                                                  | FDJ                     | FDJ   |
| ---------------------------------------------------- | ----------------------- | ----- |
| Num                                                  | Coureur                 | Pos   |
| 81                                                   | Kenny Elissonde (FRA)   | 16e   |
| 82                                                   | Arnaud Courteille (FRA) | AB-19 |
| 83                                                   | Mickaël Delage (FRA)    | 109e  |
| 84                                                   | Murilo Fischer (BRE)    | 156e  |
| 85                                                   | Olivier Le Gac (FRA)    | 120e  |
| 86                                                   | Lorrenzo Manzin (FRA)   | AB-10 |
| 87                                                   | Laurent Pichon (FRA)    | 111e  |
| 88                                                   | Kévin Réza (FRA)        | 113e  |
| 89                                                   | Jussi Veikkanen (FIN)   | AB-11 |
| Directeurs sportifs : Franck Pineau, Thierry Bricaud |                         |       |

| IAM                                               | IAM                       | IAM   |
| ------------------------------------------------- | ------------------------- | ----- |
| Num                                               | Coureur                   | Pos   |
| 91                                                | Sylvain Chavanel (FRA)    | 47e   |
| 92                                                | Marcel Aregger (SUI)      | 106e  |
| 93                                                | Jérôme Coppel (FRA) (Clm) | NP-20 |
| 94                                                | Thomas Degand (BEL)       | AB-9  |
| 95                                                | Simon Pellaud (SUI)       | 119e  |
| 96                                                | Matteo Pelucchi (ITA)     | AB-2  |
| 97                                                | Vicente Reynés (ESP)      | 86e   |
| 98                                                | David Tanner (AUS)        | AB-2  |
| 99                                                | Lawrence Warbasse (USA)   | 38e   |
| Directeurs sportifs : Eddy Seigneur, Mario Chiesa |                           |       |

| Lampre-Merida LAM                                 | Lampre-Merida LAM           | Lampre-Merida LAM |
| ------------------------------------------------- | --------------------------- | ----------------- |
| Num                                               | Coureur                     | Pos               |
| 101                                               | Rubén Plaza (ESP)           | 45e               |
| 102                                               | Mattia Cattaneo (ITA)       | AB-13             |
| 103                                               | Valerio Conti (ITA)         | 151e              |
| 104                                               | Kristijan Đurasek (CRO)     | 63e               |
| 105                                               | Tsgabu Grmay (ETH)          | 125e              |
| 106                                               | Ilia Koshevoy (BLR)         | 144e              |
| 107                                               | Przemysław Niemiec (POL)    | AB-2              |
| 108                                               | Nélson Oliveira (POR) (Clm) | 21e               |
| 109                                               | Maximiliano Richeze (ARG)   | 152e              |
| Directeurs sportifs : Orlando Maini, Bruno Vicino |                             |                   |

| Lotto-Soudal LTS                                    | Lotto-Soudal LTS                  | Lotto-Soudal LTS |
| --------------------------------------------------- | --------------------------------- | ---------------- |
| Num                                                 | Coureur                           | Pos              |
| 111                                                 | Kris Boeckmans (BEL)              | AB-8             |
| 112                                                 | Jasper De Buyst (BEL)             | 126e             |
| 113                                                 | Bart De Clercq (BEL)              | 14e              |
| 114                                                 | Thomas De Gendt (BEL)             | AB-14            |
| 115                                                 | Adam Hansen (AUS)                 | 55e              |
| 116                                                 | Maxime Monfort (BEL)              | 27e              |
| 117                                                 | Jurgen Van den Broeck (BEL) (Clm) | NP-18            |
| 118                                                 | Tosh Van der Sande (BEL)          | 49e              |
| 119                                                 | Jelle Vanendert (BEL)             | 82e              |
| Directeurs sportifs : Mario Aerts, Frederik Willems |                                   |                  |

| Movistar MOV                                                        | Movistar MOV                     | Movistar MOV |
| ------------------------------------------------------------------- | -------------------------------- | ------------ |
| Num                                                                 | Coureur                          | Pos          |
| 121                                                                 | Alejandro Valverde (ESP) (Route) | 7e           |
| 122                                                                 | Andrey Amador (CRC)              | 40e          |
| 123                                                                 | Imanol Erviti (ESP)              | 100e         |
| 124                                                                 | Javier Moreno (ESP)              | 80e          |
| 125                                                                 | Nairo Quintana (COL)             | 4e           |
| 126                                                                 | José Joaquín Rojas (ESP)         | 43e          |
| 127                                                                 | Rory Sutherland (AUS)            | 139e         |
| 128                                                                 | Francisco Ventoso (ESP)          | 81e          |
| 129                                                                 | Giovanni Visconti (ITA)          | 19e          |
| Directeurs sportifs : José Luis Arrieta, José Vicente García Acosta |                                  |              |

| MTN-Qhubeka MTN                                  | MTN-Qhubeka MTN               | MTN-Qhubeka MTN |
| ------------------------------------------------ | ----------------------------- | --------------- |
| Num                                              | Coureur                       | Pos             |
| 131                                              | Natnael Berhane (ERI) (Route) | 79e             |
| 132                                              | Steve Cummings (GBR)          | 102e            |
| 133                                              | Songezo Jim (RSA)             | 137e            |
| 134                                              | Louis Meintjes (RSA)          | 10e             |
| 135                                              | Youcef Reguigui (ALG)         | 134e            |
| 136                                              | Kristian Sbaragli (ITA)       | 105e            |
| 137                                              | Jay Robert Thomson (RSA)      | 123e            |
| 138                                              | Johann van Zyl (RSA)          | 128e            |
| 139                                              | Jacobus Venter (RSA)          | 122e            |
| Directeurs sportifs : Jens Zemke, Manel Lacambra |                               |                 |

| Orica-GreenEDGE OGE                                  | Orica-GreenEDGE OGE     | Orica-GreenEDGE OGE |
| ---------------------------------------------------- | ----------------------- | ------------------- |
| Num                                                  | Coureur                 | Pos                 |
| 141                                                  | Esteban Chaves (COL)    | 5e                  |
| 142                                                  | Mitchell Docker (AUS)   | AB-13               |
| 143                                                  | Caleb Ewan (AUS)        | AB-10               |
| 144                                                  | Simon Gerrans (AUS)     | 114e                |
| 145                                                  | Mathew Hayman (AUS)     | 130e                |
| 146                                                  | Damien Howson (AUS)     | 147e                |
| 147                                                  | Daryl Impey (RSA) (Clm) | 84e                 |
| 148                                                  | Jens Keukeleire (BEL)   | 93e                 |
| 149                                                  | Cameron Meyer (AUS)     | NP-18               |
| Directeurs sportifs : Neil Stephens, Vittorio Algeri |                         |                     |

| Cannondale-Garmin TCG                                | Cannondale-Garmin TCG       | Cannondale-Garmin TCG |
| ---------------------------------------------------- | --------------------------- | --------------------- |
| Num                                                  | Coureur                     | Pos                   |
| 151                                                  | Andrew Talansky (USA) (Clm) | NP-18                 |
| 152                                                  | André Cardoso (POR)         | 18e                   |
| 153                                                  | Joe Dombrowski (USA)        | 46e                   |
| 154                                                  | Alex Howes (USA)            | 129e                  |
| 155                                                  | Benjamin King (USA)         | 75e                   |
| 156                                                  | Daniel Martin (IRL)         | AB-8                  |
| 157                                                  | Matej Mohorič (SLO)         | AB-6                  |
| 158                                                  | Moreno Moser (ITA)          | 72e                   |
| 159                                                  | Davide Villella (ITA)       | 94e                   |
| Directeurs sportifs : Bingen Fernández, Johnny Weltz |                             |                       |

| Europcar EUC                                              | Europcar EUC             | Europcar EUC |
| --------------------------------------------------------- | ------------------------ | ------------ |
| Num                                                       | Coureur                  | Pos          |
| 161                                                       | Pierre Rolland (FRA)     | 50e          |
| 162                                                       | Yukiya Arashiro (JAP)    | 65e          |
| 163                                                       | Jérôme Cousin (FRA)      | 73e          |
| 164                                                       | Antoine Duchesne (CAN)   | 138e         |
| 165                                                       | Jimmy Engoulvent (FRA)   | 133e         |
| 166                                                       | Cyril Gautier (FRA)      | 58e          |
| 167                                                       | Tony Hurel (FRA)         | 145e         |
| 168                                                       | Fabrice Jeandesboz (FRA) | 17e          |
| 169                                                       | Romain Sicard (FRA)      | 15e          |
| Directeurs sportifs : Dominique Arnould, Benoît Génauzeau |                          |              |

| Giant-Alpecin TGA                                       | Giant-Alpecin TGA         | Giant-Alpecin TGA |
| ------------------------------------------------------- | ------------------------- | ----------------- |
| Num                                                     | Coureur                   | Pos               |
| 171                                                     | John Degenkolb (GER)      | 90e               |
| 172                                                     | Lawson Craddock (USA)     | 42e               |
| 173                                                     | Koen de Kort (NED)        | 64e               |
| 174                                                     | Tom Dumoulin (NED)        | 6e                |
| 175                                                     | Johannes Fröhlinger (GER) | 143e              |
| 176                                                     | Thierry Hupond (FRA)      | 142e              |
| 177                                                     | Luka Mezgec (SLO)         | 108e              |
| 178                                                     | Tom Stamsnijder (NED)     | 155e              |
| 179                                                     | Zico Waeytens (BEL)       | 157e              |
| Directeurs sportifs : Christian Guiberteau, Addy Engels |                           |                   |

| Katusha KAT                                            | Katusha KAT                | Katusha KAT |
| ------------------------------------------------------ | -------------------------- | ----------- |
| Num                                                    | Coureur                    | Pos         |
| 181                                                    | Joaquim Rodríguez (ESP)    | 2e          |
| 182                                                    | Vladimir Isaychev (RUS)    | NP-11       |
| 183                                                    | Pavel Kochetkov (RUS)      | 76e         |
| 184                                                    | Alberto Losada (ESP)       | 31e         |
| 185                                                    | Tiago Machado (POR)        | 36e         |
| 186                                                    | Daniel Moreno (ESP)        | 9e          |
| 187                                                    | Gatis Smukulis (LAT) (Clm) | 146e        |
| 188                                                    | Ángel Vicioso (ESP)        | 103e        |
| 189                                                    | Eduard Vorganov (RUS)      | 39e         |
| Directeurs sportifs : José Azevedo, Guennadi Mikhailov |                            |             |

| Lotto NL-Jumbo TLJ                                    | Lotto NL-Jumbo TLJ       | Lotto NL-Jumbo TLJ |
| ----------------------------------------------------- | ------------------------ | ------------------ |
| Num                                                   | Coureur                  | Pos                |
| 191                                                   | George Bennett (AUS)     | 37e                |
| 192                                                   | Martijn Keizer (NED)     | 153e               |
| 193                                                   | Bert-Jan Lindeman (NED)  | 99e                |
| 194                                                   | Timo Roosen (NED)        | 95e                |
| 195                                                   | Mike Teunissen (NED)     | 104e               |
| 196                                                   | Maarten Tjallingii (NED) | NP-19              |
| 197                                                   | Tom Van Asbroeck (BEL)   | 110e               |
| 198                                                   | Dennis van Winden (NED)  | 115e               |
| 199                                                   | Maarten Wynants (BEL)    | NP-13              |
| Directeurs sportifs : Merijn Zeeman (nl), Erik Dekker |                          |                    |

| Tinkoff-Saxo TCS                                        | Tinkoff-Saxo TCS              | Tinkoff-Saxo TCS |
| ------------------------------------------------------- | ----------------------------- | ---------------- |
| Num                                                     | Coureur                       | Pos              |
| 201                                                     | Rafał Majka (POL)             | 3e               |
| 202                                                     | Daniele Bennati (ITA)         | 131e             |
| 203                                                     | Maciej Bodnar (POL)           | 140e             |
| 204                                                     | Pavel Brutt (RUS)             | 101e             |
| 205                                                     | Jesper Hansen (DEN)           | 52e              |
| 206                                                     | Jay McCarthy (AUS)            | 66e              |
| 207                                                     | Sergio Paulinho (POR)         | AB-11            |
| 208                                                     | Paweł Poljański (POL)         | 35e              |
| 209                                                     | Peter Sagan (SVK) (Route/Clm) | NP-9             |
| Directeurs sportifs : Tristan Hoffman, Bruno Cenghialta |                               |                  |

| Trek Factory Racing TFR                                | Trek Factory Racing TFR | Trek Factory Racing TFR |
| ------------------------------------------------------ | ----------------------- | ----------------------- |
| Num                                                    | Coureur                 | Pos                     |
| 211                                                    | Fabian Cancellara (SUI) | AB-3                    |
| 212                                                    | Markel Irizar (ESP)     | 89e                     |
| 213                                                    | Yaroslav Popovych (UKR) | 132e                    |
| 214                                                    | Fränk Schleck (LUX)     | 24e                     |
| 215                                                    | Jasper Stuyven (BEL)    | NP-9                    |
| 216                                                    | Boy van Poppel (NED)    | 158e                    |
| 217                                                    | Danny van Poppel (NED)  | 141e                    |
| 218                                                    | Riccardo Zoidl (AUT)    | 54e                     |
| 219                                                    | Haimar Zubeldia (ESP)   | 23e                     |
| Directeurs sportifs : Dirk Demol, Josu Larrazabal (es) |                         |                         |